# История иконописи

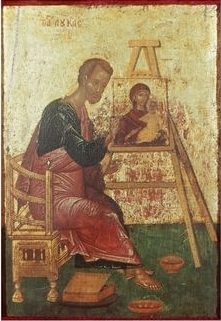
Евангелист Лука пишет икону Богоматери (Михаил Дамаскин, XVI век)

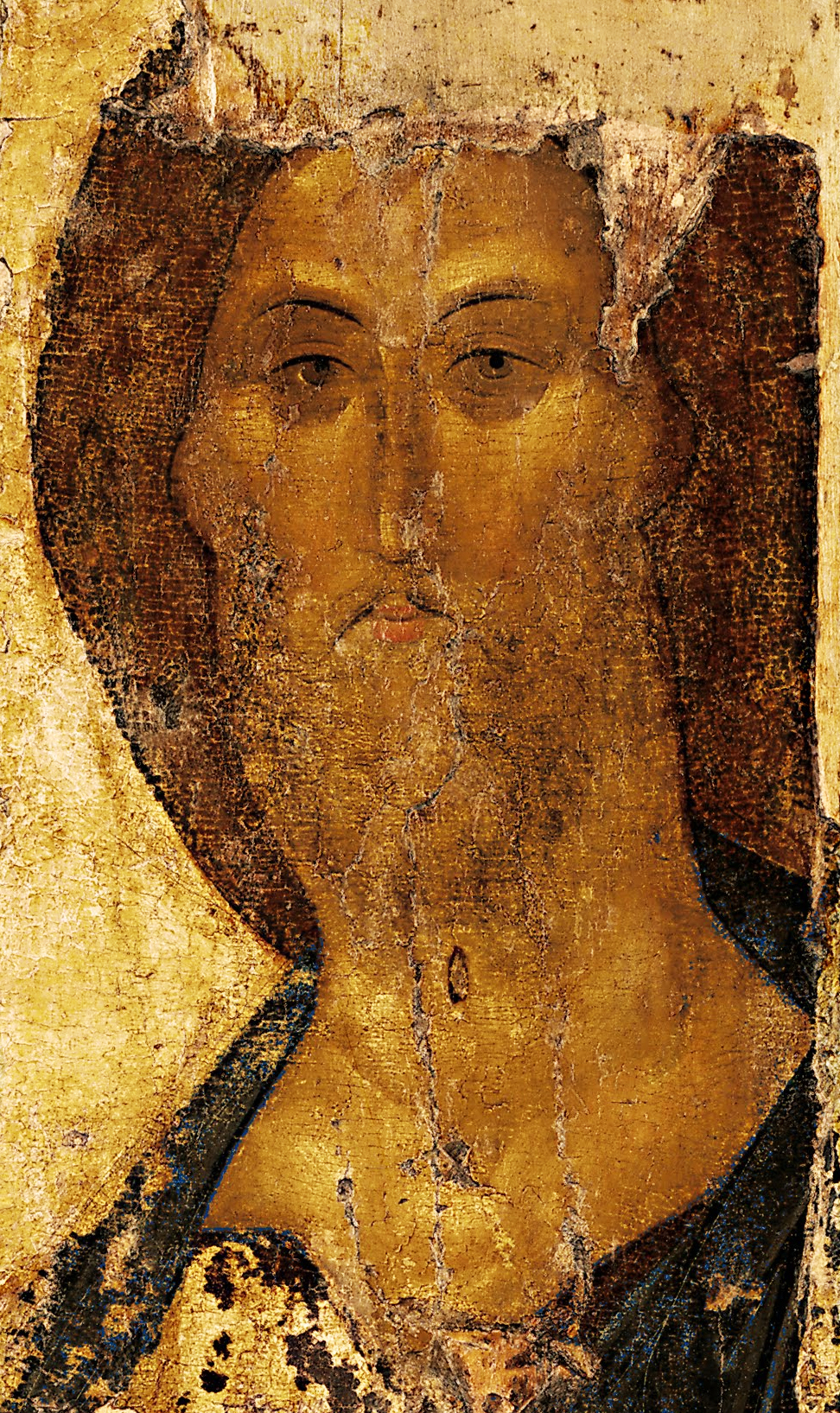
Спас Звенигородский. Андрей Рублёв. Начало XV века.

И́конопись (от икона и писа́ть) — иконописание, иконное писание, вид средневековой живописи, религиозной по темам и сюжетам, культовой по назначению. В наиболее общем смысле — создание священных изображений, предназначенных быть посредником между миром Божественным и земным при индивидуальной молитве или в ходе христианского богослужения, одна из форм проявления Божественной истины с точки зрения некоторых христианских конфессий.

## История иконописи

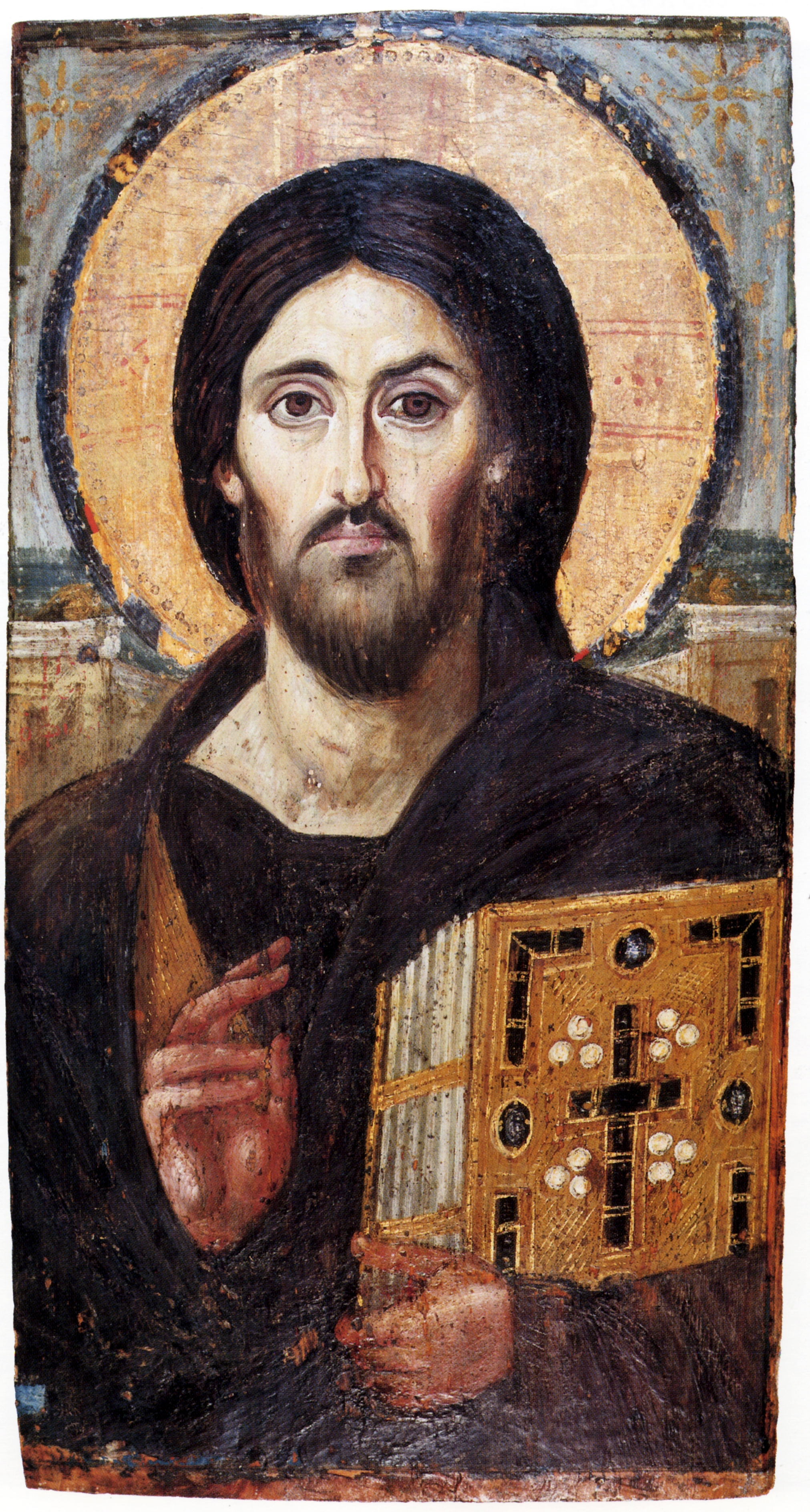
Энкаустическая икона Иисуса Христа из монастыря св. Екатерины, Синай. VI в.

В римских катакомбах со II—IV веков сохранились произведения христианского искусства — росписи стен, носящие символический, либо повествовательный характер, в которых можно видеть самые ранние примеры христианской иконографии.
Древнейшие из дошедших до нас икон относятся к VI веку и выполнены в технике энкаустики на деревянной основе, что роднит их с египетско-эллинистическим искусством (так называемые «фаюмские портреты»).
Трулльский (или Пято-Шестой) Собор запрещает символические изображения Спасителя, предписывая изображать Его только «по человеческому естеству».
В VIII веке христианская Церковь столкнулась с ересью иконоборчества, идеология которой возобладала полностью в государственной, церковной и культурной жизни. Иконы продолжили создаваться в провинциях, вдали от императорского и церковного надзора. Выработка адекватного ответа иконоборцам, принятие догмата иконопочитания на Седьмом Вселенском соборе (787 год) принесли более глубокое понимание иконы, подведя серьёзные богословские основы, связав богословие образа с христологическими догматами.
Богословие иконы оказало огромное влияние на развитие иконографии, складывание иконописных канонов. Отходя от натуралистической передачи чувственного мира, иконопись становится более условной, тяготеющей к плоскостности, изображение лиц сменяется изображением ликов, в которых отражается телесное и духовное, чувственное и сверхчувственное. Эллинистические традиции постепенно перерабатываются и приспосабливаются к христианским концепциям.
Различное понимание иконы в Западной и Восточной традиции привело в конечном итоге к разным направлениям развития искусства в целом: оказав огромнейшее влияние на искусство Западной Европы (особенно Италии), иконопись в период Возрождения была вытеснена живописью и скульптурой. Иконопись развивалась, в основном, на территории Византийской империи и стран, принявших восточную ветвь Христианства — Православие.
Иконография основных образов, как и приемы и методы иконописи сложились уже к концу иконоборческих времён. В византийскую эпоху выделяют несколько периодов, отличающихся стилем изображений: «Македонский ренессанс» X — первой половины XI века, иконопись Комниновского периода 1059—1204 годов, «Палеологовский ренессанс» раннего XIV века.
Иконопись вместе с христианством приходит сперва в Болгарию, затем в Сербию и Русь. Первый известный по имени русский иконописец — святой Алипий (Алимпий) (Киев, ? — 1114 год). Самые ранние русские иконы сохранились не в древнейших храмах юга, подвергшихся разорению во время татарских нашествий, а в соборе Святой Софии в Новгороде Великом. В Древней Руси роль иконы в храме необычайно возросла (по сравнению с традиционной для Византии мозаикой и фреской). Именно на русской почве постепенно складывается многоярусный иконостас. Иконопись Древней Руси отличается выразительностью силуэта и ясностью сочетаний больших цветовых плоскостей, большей открытостью к предстоящему перед иконой.
Наивысшего расцвета русская иконопись достигает к XIV—XV векам, выдающимися мастерами этого периода являются Феофан Грек, Андрей Рублёв, Дионисий.
Самобытные школы иконописи формируются в Грузии, южнославянских странах.
С XVII века в России начинается упадок иконописи, иконы начинают писаться больше «на заказ», а с XVIII века традиционную темперную (темпера) технику постепенно вытесняет масляная живопись, в которой используются приёмы западноевропейской художественной школы: светотеневая моделировка фигур, прямая («научная») перспектива, реальные пропорции человеческого тела и так далее. Икона максимально приближается к портрету. К иконописанию привлекаются светские, в том числе и неверующие, художники.
После так называемого «открытия иконы» в начале XX века появился большой интерес к древней иконописи, технология и мироощущение которой сохранились к тому времени практически только в старообрядческой среде. Начинается эпоха научного изучения иконы, в основном, как культурного феномена, в полном отрыве от главной её функции.
После Октябрьской революции 1917 года в период гонений на Церковь множество произведений церковного искусства было утрачено, иконе в «стране победившего атеизма» определено было единственное место — музей, где она представляла «древнерусское искусство». Иконопись приходилось восстанавливать по крупицам. Огромную роль в возрождении иконописи сыграла М. Н. Соколова (монахиня Иулиания). В эмигрантской среде восстановлением традиций русской иконописи занималось общество «Икона» в Париже.

## Школы и стили
На протяжении многих веков истории иконописи сформировались многие национальные иконописные школы, претерпевшие собственный путь стилистического развития.

### Византия
Иконопись Византийской империи была крупнейшим художественным явлением в восточно-христианском мире. Византийская художественная культура не только стала родоначальницей некоторых национальных культур (например, Древнерусской), но и на протяжении всего своего существования оказывала влияние на иконопись других православных стран: Сербии, Болгарии, Македонии, Руси, Грузии, Сирии, Палестины, Египта. Также под влиянием Византии находилась культура Италии, в особенности Венеции.
Важнейшее значение для этих стран имели византийские иконографии и возникавшие в Византии новые стилистические течения.

#### Доиконоборческая эпоха

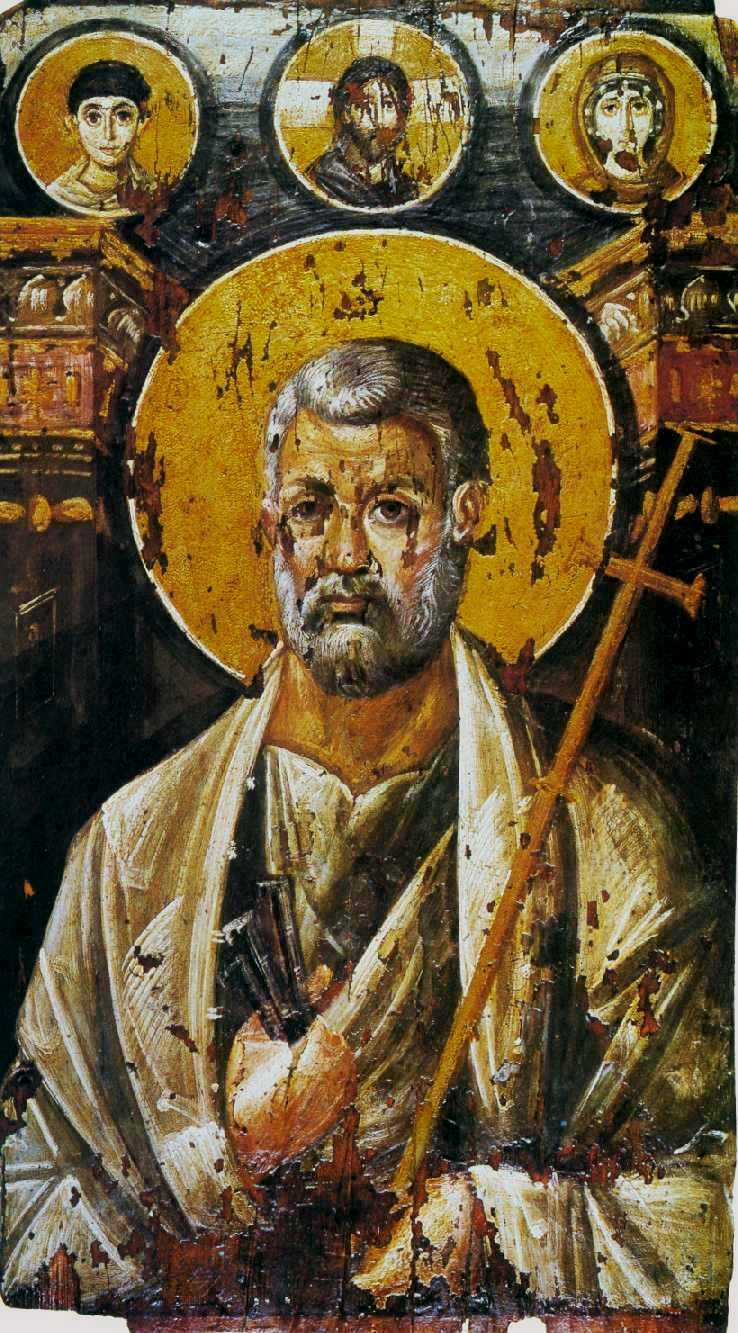
Апостол Петр. Энкаустическая икона. VI век. Монастырь святой Екатерины на Синае.

Древнейшие иконы, дошедшие до нашего времени, датируются VI веком. Ранние иконы VI—VII веков сохраняют античную технику живописи — энкаустику. Некоторые произведения сохраняют отдельные черты античного натурализма и живописный иллюзионизм (например, иконы «Христос Пантократор» и «Апостол Пётр» из монастыря Святой Екатерины на Синае), другие же склонны к условности, схематичности изображения (например, икона «епископ Авраам» из музея Далема, Берлин, икона «Христос и святой Мина» из Лувра). Иной, не античный, художественный язык был свойствен восточным областям Византии — Египту, Сирии, Палестине. В их иконописи изначально выразительность была важнее, чем знание анатомии и умение передать объём.

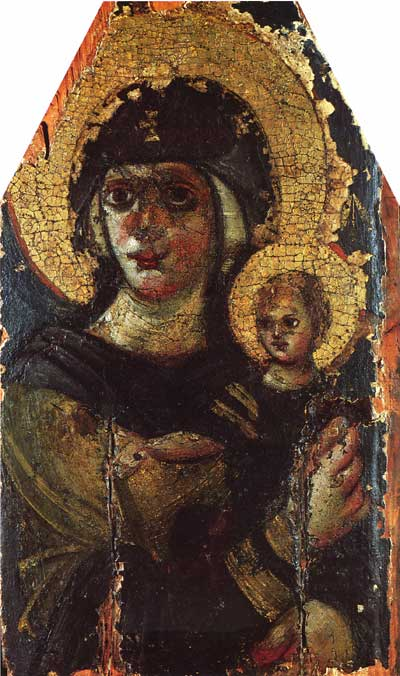
Богоматерь с Младенцем. Энкаустическая икона. VI век. Киев. Музей искусств им. Богдана и Варвары Ханенко.

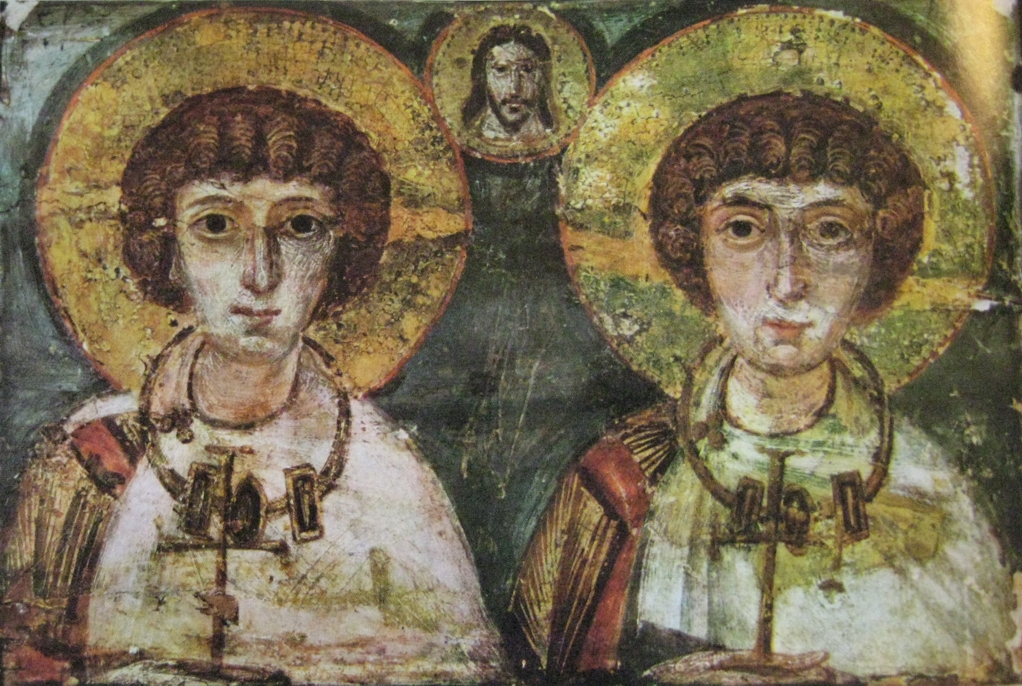
Мученики Сергий и Вакх. Энкаустическая икона. VI или VII век. Монастырь святой Екатерины на Синае.

Наглядно процесс изменения античных форм, их спиритуализацию христианским искусством можно увидеть на примере мозаик итальянского города Равенны — самого большого ансамбля раннехристианских и ранних византийских мозаик, сохранившегося до нашего времени. Для мозаик V века (мавзолей Галлы Плацидии, баптистерий православных) характерны живые ракурсы фигур, натуралистическая моделировка объёма, живописность мозаичной кладки. В мозаиках конца V века (баптистерий ариан) и VI века (базилики Сант-Аполлинаре-Нуово и Сант-Аполлинаре-ин-Классе, церковь Сан-Витале) фигуры становятся плоскими, линии складок одежд жесткими, схематичными. Позы и жесты застывают, почти исчезает глубина пространства. Лики теряют резкую индивидуальность, кладка мозаики становится строго упорядоченной.
Причиной этих изменений был целенаправленный поиск особого изобразительного языка, способного выразить христианское учение.

#### Иконоборческий период
Развитие христианского искусства было прервано иконоборчеством, утвердившемся как официальная идеология империи с 730 года. Это вызвало уничтожение икон и росписей в храмах. Преследование иконопочитателей. Многие иконописцы эмигрировали в отдалённые концы Империи и соседние страны — в Каппадокию, в Крым, в Италию, отчасти на Ближний восток, где продолжали создавать иконы. Хотя в 787 году на Седьмом Вселенском соборе иконоборчество было осуждено как ересь и сформулировано богословское обоснование иконопочитания, окончательное восстановление иконопочитания наступило только в 843 году. В период иконоборчества вместо икон в храмах использовались только изображения креста, вместо старых росписей делались декоративные изображения растений и животных, изображались светские сцены, в частности любимые императором Константином V конские бега.

#### Македонский период
После окончательной победы над ересью иконоборчества в 843 году вновь началось создание росписей и икон для храмов Константинополя и других городов. С 867 по 1056 годы в Византии правила македонская династия, давшая название всему периоду, который разделяют на два этапа:
- Македонский «ренессанс».

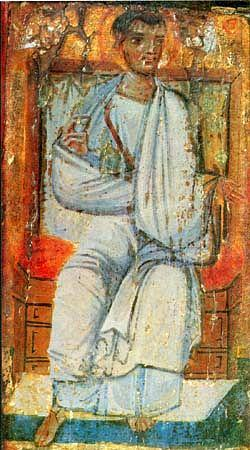
Апостол Фаддей вручает царю Авгарю Нерукотворный образ Христа. Створка складня. X век.

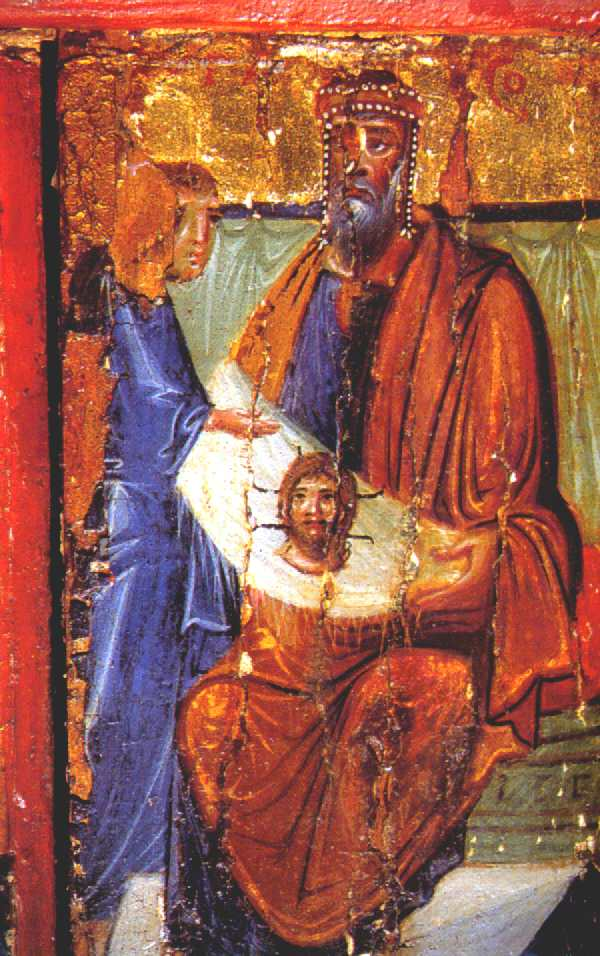
Царь Авгарь получает Нерукотворный образ Христа. Створка складня. X век.

Для первой половины македонского периода характерен повышенный интерес к классическому античному наследию. Произведения этого времени отличаются естественностью в передаче человеческого тела, мягкостью в изображении драпировок, живостью в ликах. Яркими примерами классицизированного искусства являются: мозаика Софии Константинопольской с изображением Богоматери на троне (середина IX века), икона-складень из монастыря св. Екатерины на Синае с изображением апостола Фаддея и царя Авгаря, получающего плат с Нерукотворным изображением Спасителя (середина X века).
Во второй половине X века иконопись сохраняет классические черты, но иконописцы ищут способы придать изображениям большую одухотворённость.
- Аскетический стиль.

В первой половине XI века стиль византийской иконописи резко меняется в сторону, противоположную античной классике. От этого времени сохранилось несколько больших ансамблей монументальной живописи: фрески церкви Панагии тон Халкеон в Фессалониках 1028 года, мозаики кафоликона монастыря Осиос Лукас в Фокиде 30—40 гг. XI века, мозаики и фрески Софии Киевской того же времени, фрески Софии Охридской середины - 3 четверти XI века, мозаики Неа Мони на острове Хиос 1042—1056 гг. и другие. 

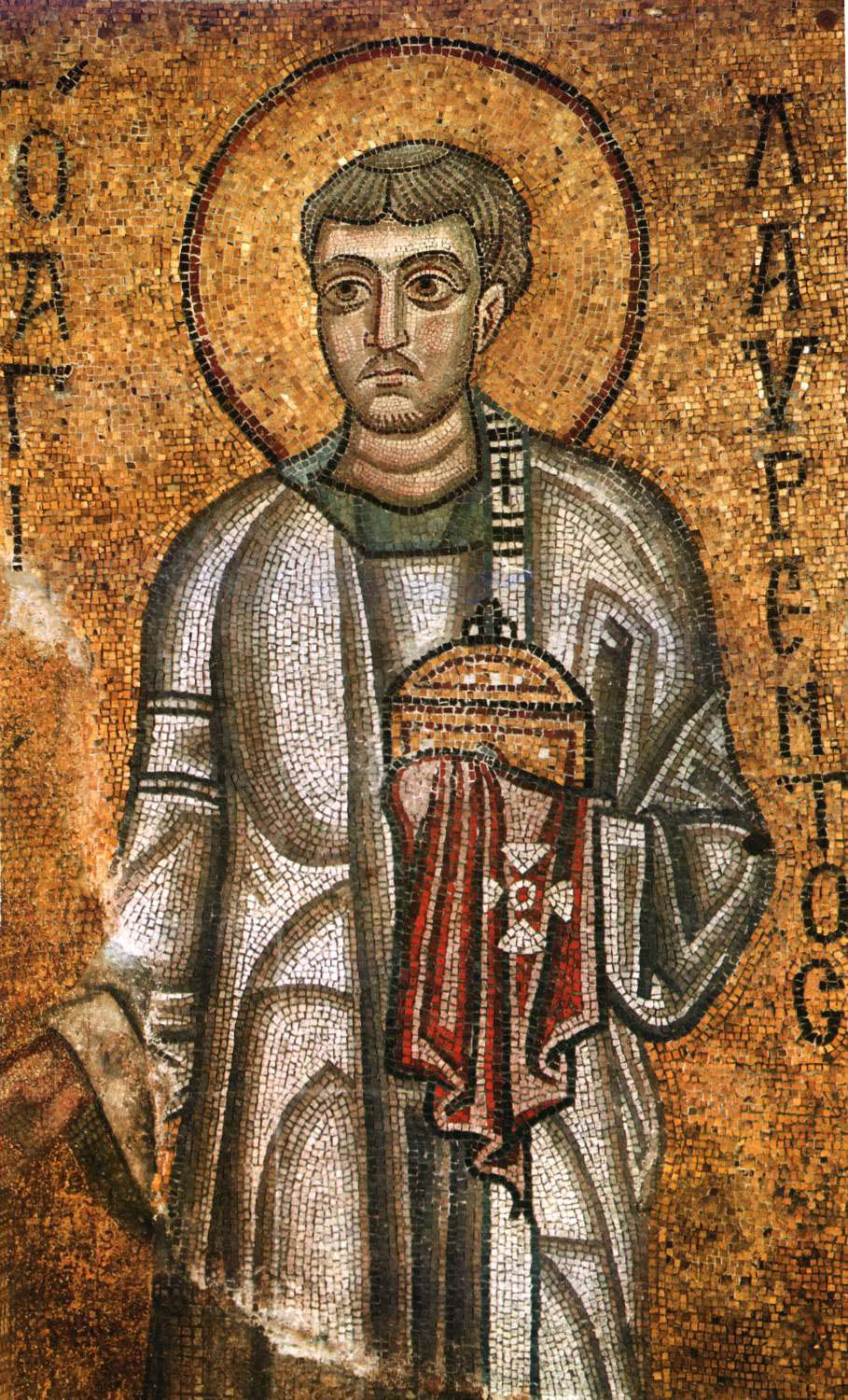
Архидиакон Лаврентий. Мозаика Софийского собора в Киеве. XI век.

Для всех перечисленных памятников характерна предельная степень аскетизиции образов. Изображения совершенно лишены чего-либо временного и изменчивого. В ликах отсутствуют какие бы то ни было чувства и эмоции, они предельно застыли, передавая внутреннюю собранность изображаемых. Ради этого подчёркиваются огромные симметричные глаза с отрешённым, неподвижным взглядом. Фигуры застывают в строго определённых позах, часто приобретают приземистые, грузные пропорции. Руки и ступни ног становятся тяжёлыми, грубоватыми. Моделировка складок одежд стилизуется, становится очень графичной, лишь условно передающей природные формы. Свет в моделировке приобретает сверхъестественную яркость, неся символическое значение Божественного Света.
К этому стилистическому течению относится двухсторонняя икона Богоматери Одигитрии с прекрасно сохранившимся изображением великомученика Георгия на обороте (XI век, в Успенском соборе Московского Кремля), а также много книжных миниатюр. Аскетическое направление в иконописи продолжало существовать и позже, проявляясь в XII веке. Примером могут служить две иконы Богоматери Одигитрии в монастыре Хиландар на Афоне и в греческой Патриархии в Стамбуле.

#### Комниновский период

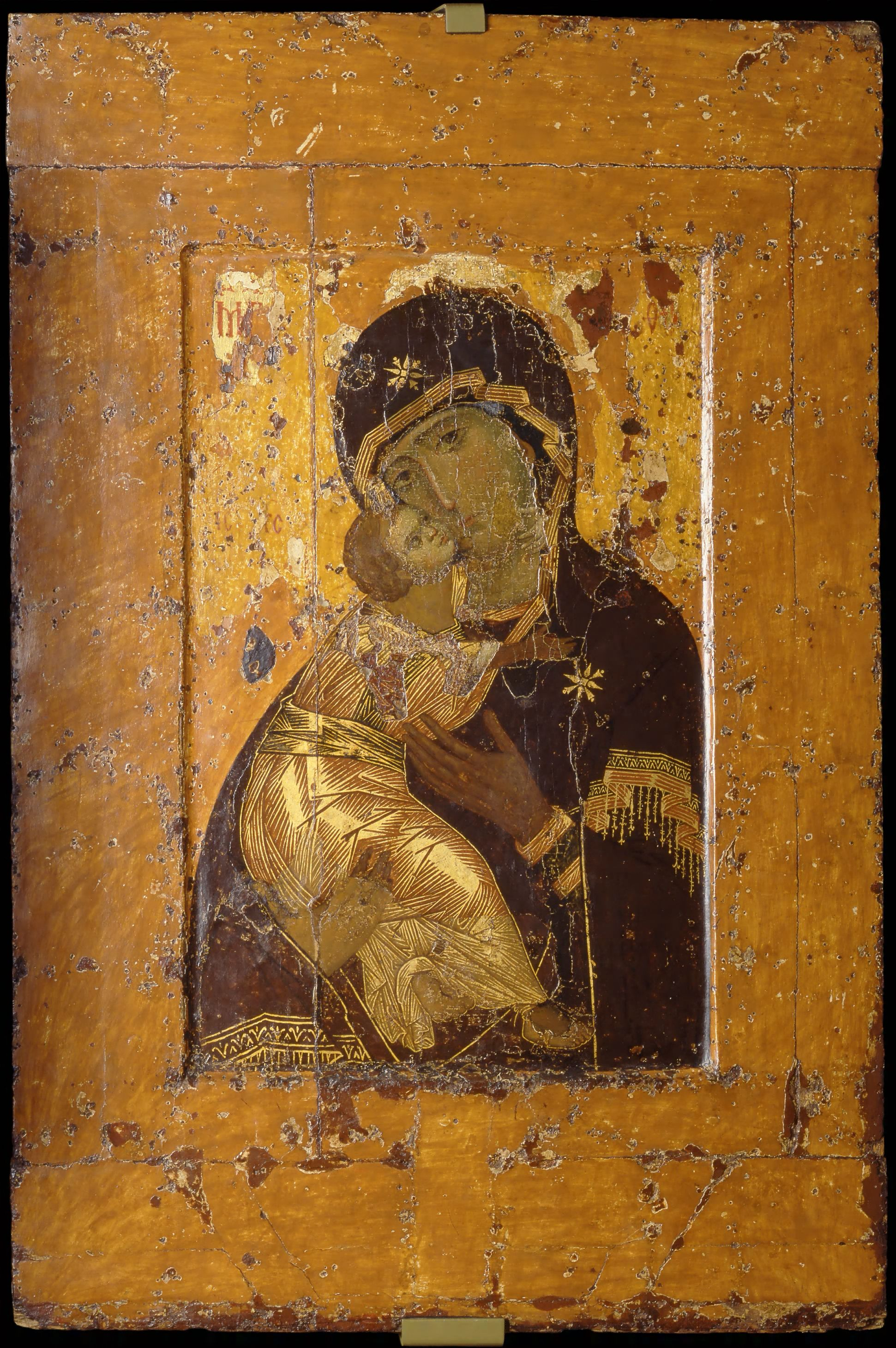
Владимирская икона Богоматери. Начало XII века. Константинополь.

Следующий период истории византийской иконописи приходится на правление династий Дук, Комнинов и Ангелов (1059—1204 гг.). В целом он называется комниновским. Во второй половине XI века на смену аскетизму вновь приходит классическая форма и гармоничность образа. Произведения этого времени (например, мозаики Дафни около 1100 года) достигают уравновешенности между классической формой и одухотворенностью образа, они изящны и поэтичны.
К концу XI века или к началу XII столетия относится создание Владимирской иконы Богоматери (ГТГ). Это один из лучших образов комниновской эпохи, несомненно константинопольской работы. В 1131—1132 гг. икона была привезена на Русь, где стала особо почитаема. От первоначальной живописи сохранились только лики Богоматери и Младенца. Прекрасный, наполненный тонкой скорбью о страданиях Сына, лик Богоматери — характерный пример более открытого и очеловеченного искусства комниновской эпохи. Одновременно, на его примере можно увидеть характерные физиогномические черты комниновской живописи: вытянутый лик, узкие глаза, тонкий нос с треугольной ямкой на переносице.

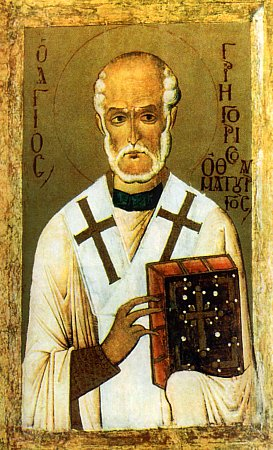
Святитель Григорий Чудотворец. Икона. XII век. Эрмитаж.

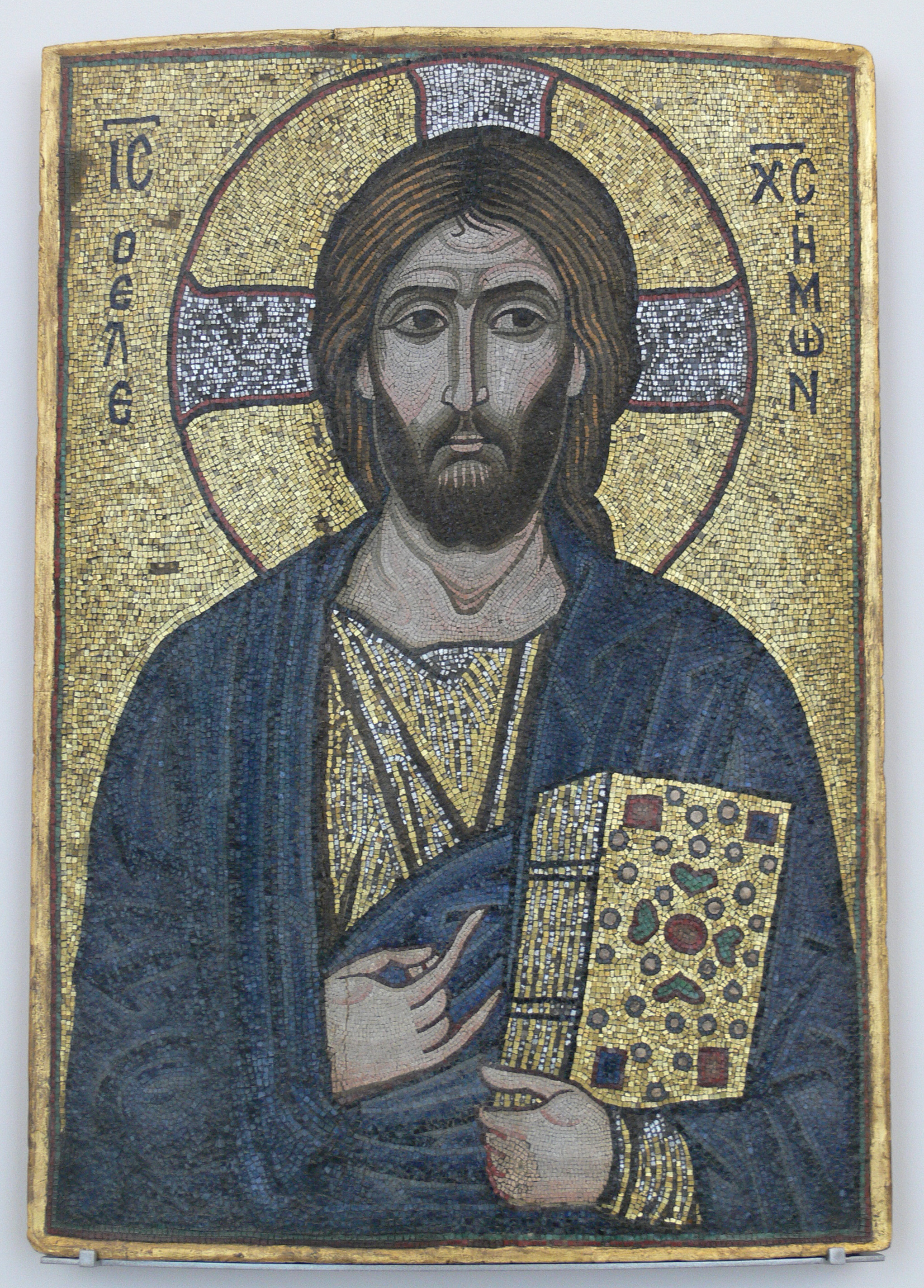
Христос Пантократор Милующий. Мозаичная икона. XII век.

К первой половине XII века относится мозаическая икона «Христос Пантократор Милующий» из Государственных музеев Далема в Берлине. В ней выражены внутренняя и внешняя гармония образа, сосредоточенность и созерцательность, Божественное и человеческое в Спасителе.

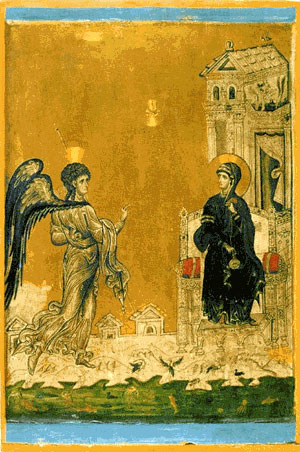
Благовещение. Икона. Конец XII в. Синай.

Во второй половине XII столетия была создана икона «Григорий чудотворец» из Гос. Эрмитажа. Икона отличается великолепным константинопольским письмом. В образе святого особо сильно подчеркнуто индивидуальное начало, перед нами как бы портрет философа.
- Комниновский маньеризм

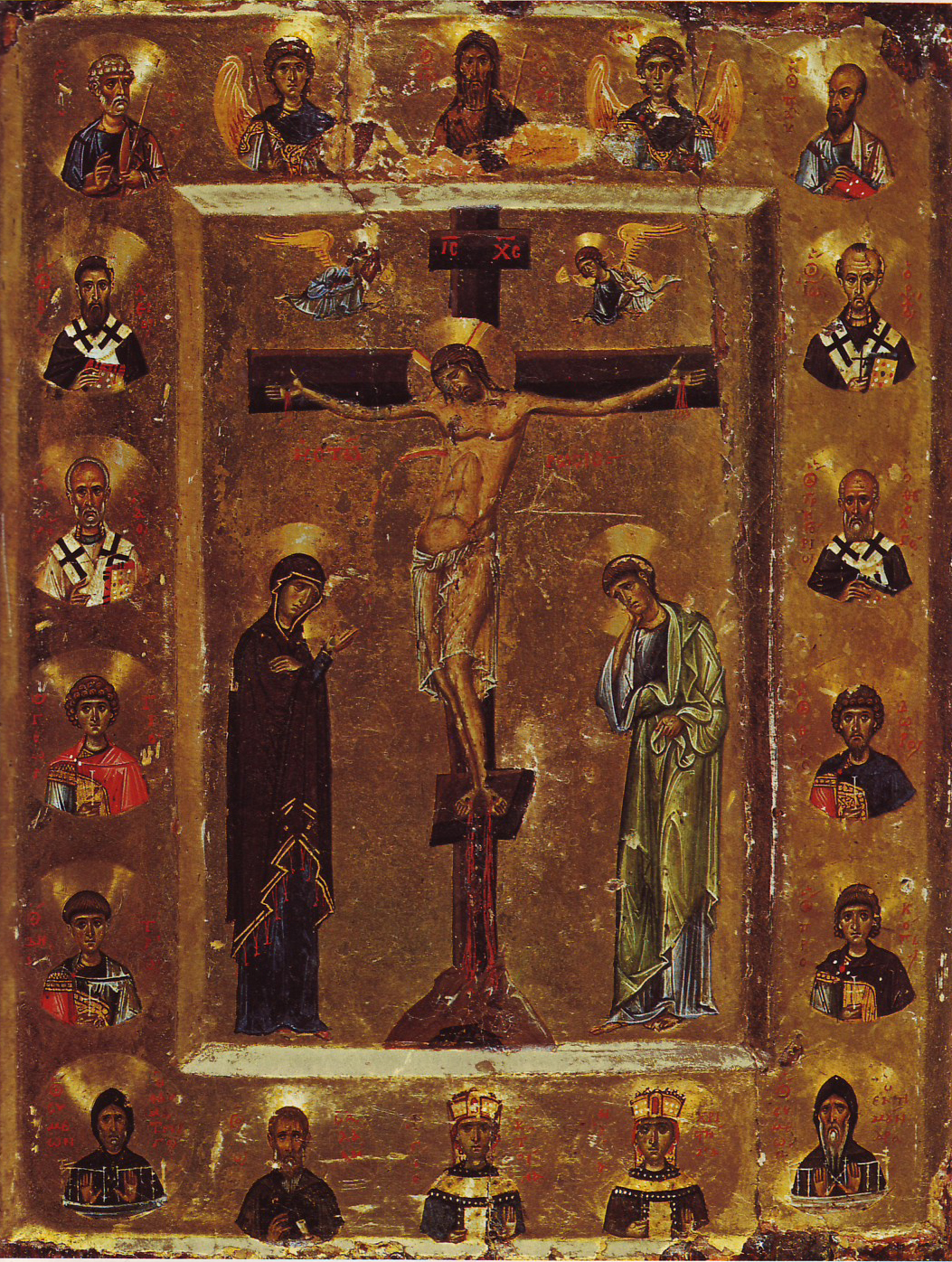
Распятие Христа с изображением святых на полях. Икона второй половины XII века.

Кроме классического направления в иконописи XII века появились и другие течения, склонные к нарушению уравновешенности и гармонии в сторону большей спиритуализации образа. В некоторых случаях это достигалось повышенной экспрессией живописи (самый ранний пример — фрески церкви св. Пантелеимона в Нерези 1164 года, иконы «Сошествие во ад» и «Успение» конца XII века из монастыря св. Екатерины на Синае). 
В самых поздних произведениях XII столетия чрезвычайно усиливается линейная стилизация изображения. И драпировки одежд и даже лики покрываются сетью ярких белильных линий, играющих решающую роль в построении формы. Здесь, как и раньше, свет имеет важнейшее символическое значение. Стилизуются и пропорции фигур, которые становятся чрезмерно вытянутыми и тонкими. Своё максимальное проявление стилизация достигает в так называемом позднекомниновском маньеризме. Этим термином обозначают прежде всего фрески церкви святого Георгия в Курбиново, а также ряд икон, например «Благовещение» конца XII века из собрания на Синае. В этих росписях и иконах фигуры наделены резкими и стремительными движениями, складки одежд замысловато вьются, лики имеют искаженные, специфически выразительные черты.
В России также есть образцы этого стиля, например фрески церкви святого Георгия в Старой Ладоге и оборот иконы "Спас Нерукотворный", где изображено поклонение ангелов Кресту (ГТГ).

#### XIII век
Расцвет иконописи и других художеств был прерван страшной трагедией 1204 года. В этом году рыцари Четвёртого крестового похода захватили и страшно разграбили Константинополь. Более полувека Византийская империя существовала только в качестве трёх обособленных государств с центрами в Никее, Трапезунде и Эпире. Вокруг Константинополя была образована Латинская империя крестоносцев. Несмотря на это иконопись продолжала развиваться. XIII век ознаменован несколькими важными стилистическими явлениями.

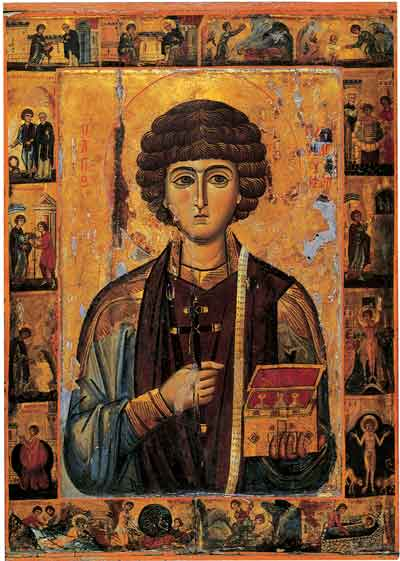
Святой Пантелеимон в житии. Икона. XIII век. Монастырь святой Екатерины на Синае.

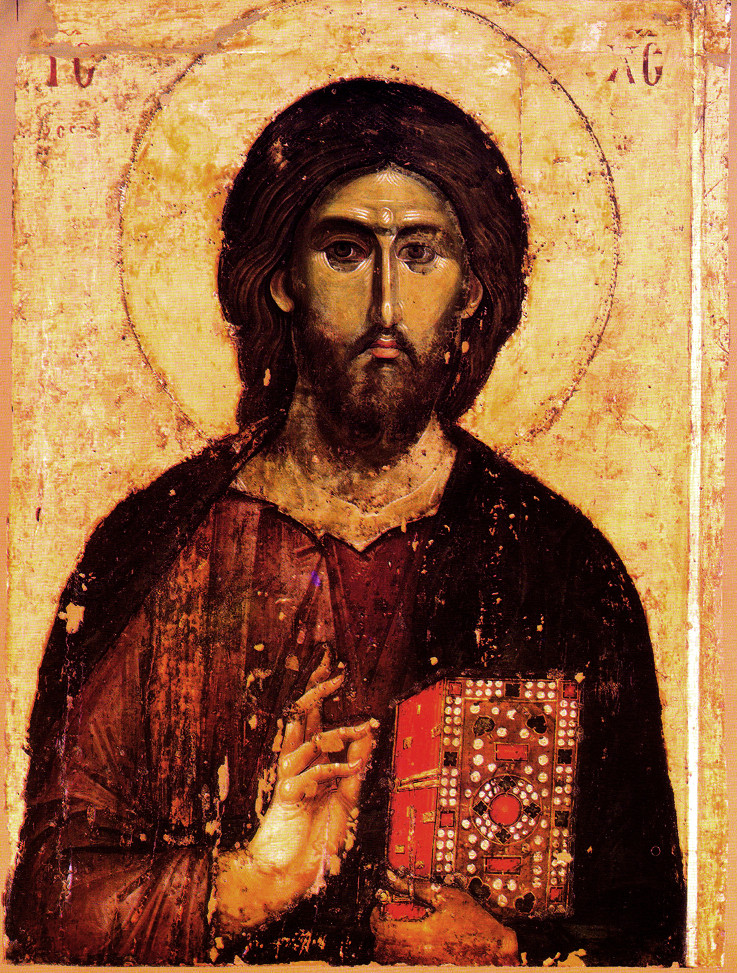
Христос Пантократор. Икона из монастыря Хиландар. 1260-е гг.

На рубеже XII—XIII веков в искусстве всего Византийского мира происходит существенное изменение стилистики. Условно это явление называют «искусство около 1200 года». На смену линейной стилизации и экспрессии в иконопись приходит спокойствие и монументализм. Изображения становятся крупными, статичными, с ясным силуэтом и скульптурной, пластической формой. Очень характерным примером этого стиля являются фрески в монастыре св. Иоанна Богослова на острове Патмос. К началу XIII века относится ряд икон из монастыря св. Екатерины на Синае: «Христос Пантократор», мозаичная «Богоматерь Одигитрия», «Архангел Михаил» из деисуса, «свв. Феодор Стратилат и Димитрий Солунский». Во всех них проявляются черты нового направления, делающие их отличными от образов комниновского стиля.
В то же время возник новый тип икон — житийные. Если раньше сцены жития того или иного святого могли изображаться в иллюстрированных Минологиях, на эпистилях (длинные горизонтальные иконы для алтарных преград), на створках складней-триптихов, то теперь сцены жития («клейма») стали размещать по периметру средника иконы, в котором изображён сам святой. В собрании на Синае сохранились житийные иконы святой Екатерины (ростовая) и святителя Николая (поясная).
Во второй половине XIII века в иконописи преобладают классические идеалы. В иконах Христа и Богоматери из монастыря Хиландар на Афоне (1260-е гг.) присутствует правильная, классическая форма, живопись сложная, нюансированная и гармоничная. В образах нет никакого напряжения. Напротив, живой и конкретный взгляд Христа спокоен и приветлив. В этих иконах византийское искусство подошло к максимально возможной для себя степени близости Божественного к человеческому.
В 1280—1290 гг. искусство продолжало следовать классической ориентации, но вместе с тем, в нём появилась особенная монументальность, мощь и акцентированность приёмов. В образах проявился героический пафос. Однако, из-за чрезмерной интенсивности несколько убавилась гармония. Яркий пример иконописи конца XIII века — «Евангелист Матфей» из галереи икон в Охриде.
- Мастерские крестоносцев

Особое явление в иконописи представляют собой мастерские, созданные на востоке крестоносцами. Они соединяли в себе черты европейского (романского) и византийского искусства. Здесь западные художники перенимали приёмы византийского письма, а византийцы исполняли иконы, приближенные ко вкусам крестоносцев-заказчиков. В результате получался интересный сплав двух разных традиций, разнообразно переплетавшихся в каждом отдельном произведении (например, фрески кипрской церкви Антифонитис). Мастерские крестоносцев существовали в Иерусалиме, Акре, на Кипре и Синае.

#### Палеологовский период
Основатель последней династии Византийской Империи — Михаил VIII Палеолог — в 1261 году вернул Константинополь в руки греков. Его преемником на престоле стал Андроник II (годы правления 1282—1328).
При дворе Андроника II пышно расцвело изысканное искусство, соответствующее камерной придворной культуре, для которой была характерна прекрасная образованность, повышенный интерес к античной литературе и искусству.
- Палеологовский ренессанс — так принято называть явление в искусстве Византии первой четверти XIV века.

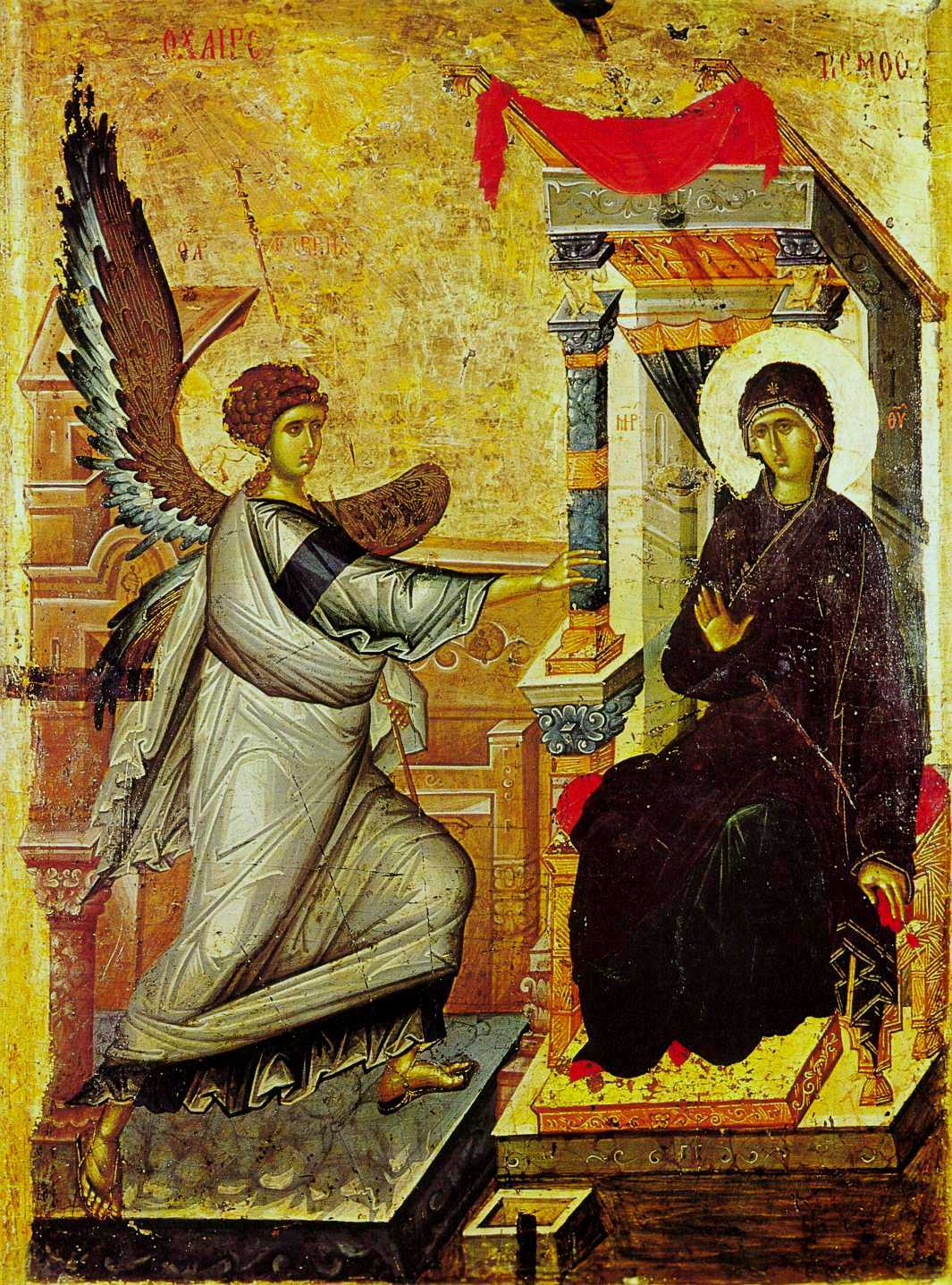
Икона «Благовещение» из церкви святого Климента в Охриде. XIV век.

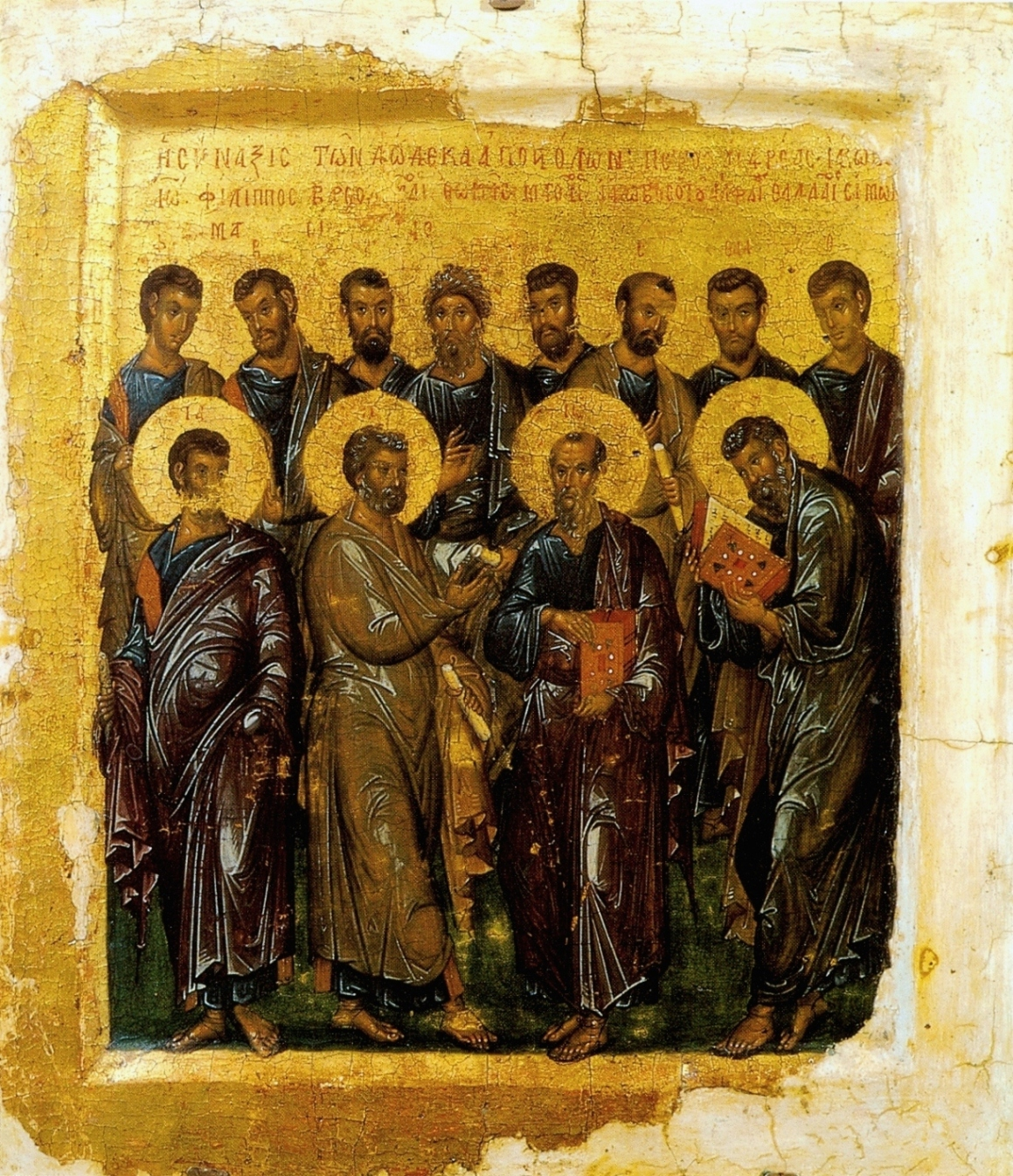
Икона «Двенадцать апостолов» из Музея изобразительных искусств им. Пушкина.

Сохраняя церковное содержание, иконопись приобретает чрезвычайно эстетизированные формы, испытывая сильнейшее влияние античного прошлого. Именно тогда создаются миниатюрные мозаичные иконы, предназначенные либо для небольших, камерных капелл, либо для знатных заказчиков. Например, икона «Святой Феодор Стратилат» в собрании ГЭ. Изображения на таких иконах необыкновенно красивы и поражают миниатюрностью работы. Образы либо спокойные, без психологической или духовной углубленности, либо наоборот остро характерные, как будто портретные. Таковы изображения на иконе с четырьмя святителями, также находящейся в Эрмитаже.
Сохранилось также много икон, написанных в обычной, темперной технике. Все они разные, образы никогда не повторяются, отражая различные качества и состояния. Так в иконе «Богоматерь Психосострия (Душеспасительница)» из Охрида выражены твёрдость и крепость, в иконе «Богоматерь Одигитрия» из Византийского музея в Фессалониках напротив переданы лиричность и нежность. На обороте «Богоматери Психосострии» изображено «Благовещение», а на парной к ней иконе Спасителя на обороте написано «Распятие Христа», в котором остро переданы боль и горесть, преодолеваемые силой духа. Ещё одним шедевром эпохи является икона «Двенадцать апостолов» из собрания Музея изобразительных искусств им. Пушкина. В ней образы апостолов наделены такой яркой индивидуальностью, что, кажется, перед нами портрет учёных, философов, историков, поэтов, филологов, гуманитариев, живших в те годы при императорском дворе.
Для всех перечисленных икон характерны безупречные пропорции, гибкие движения, импозантная постановка фигур, устойчивые позы и легко читающиеся, выверенные композиции. Присутствует момент зрелищности, конкретности ситуации и пребывания персонажей в пространстве, их общения.
В монументальной живописи так же ярко проявились подобные черты. Но здесь палеологовская эпоха принесла особенно много новшеств в области иконографии. Появилось множество новых сюжетов и развёрнутых повествовательных циклов, программы стали насыщены сложной символикой, связанной с толкованием Священного Писания и литургическими текстами. Начали использоваться сложные символы и даже аллегории. В Константинополе сохранилось два ансамбля мозаик и фресок первых десятилетий XIV века — в монастыре Поммакаристос (Фитие-джами) и монастыре Хора (Кахрие-джами). В изображении различных сцен из жизни Богоматери и из Евангелия появились неизвестные раньше сценичность, повествовательные подробности, литературность.
- Период споров о Фаворском свете.

В 30—40 гг. XIV века ситуация в духовной жизни Византии изменилась, что сразу же отразилось на характере иконописи.

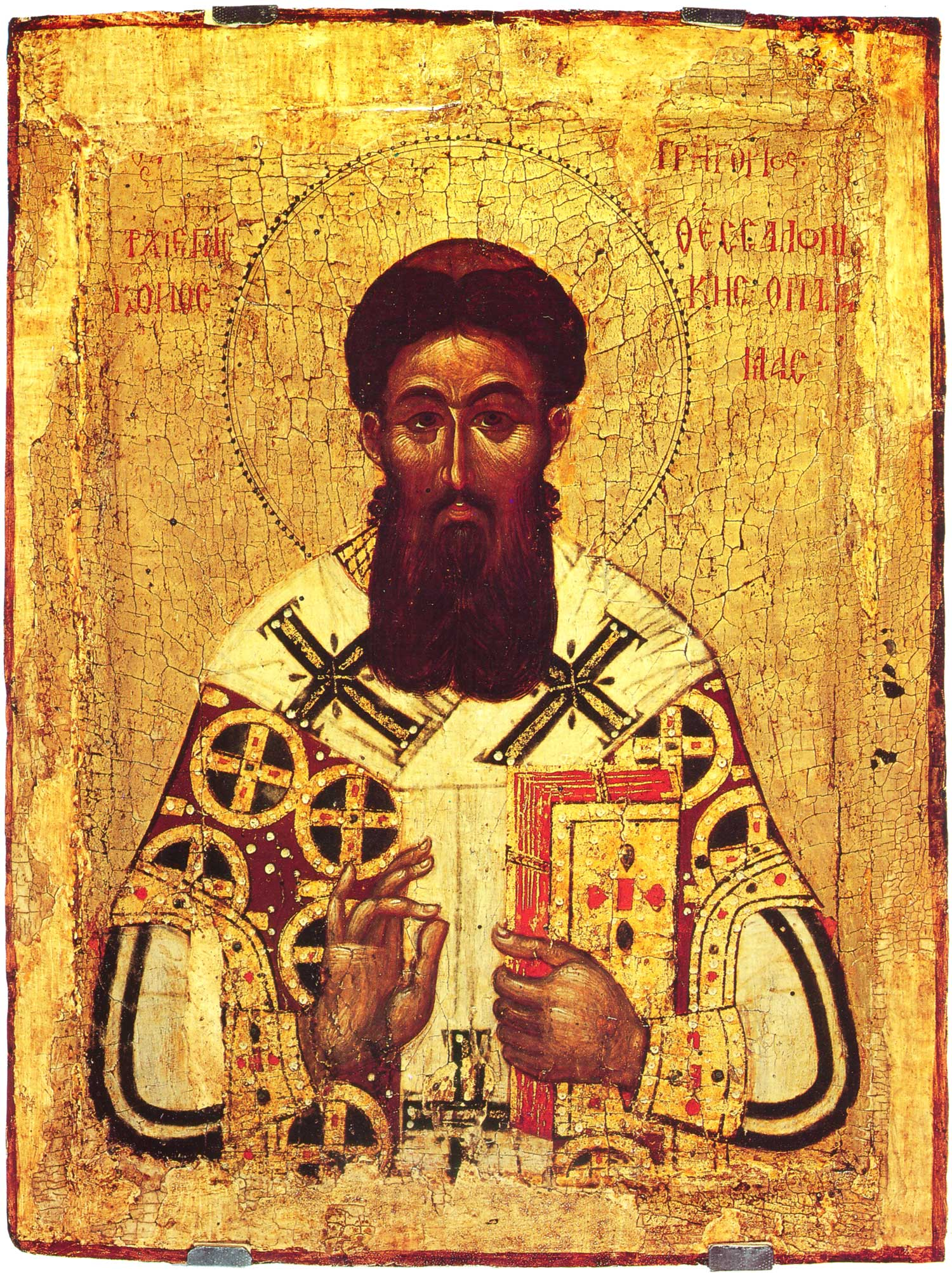
Икона Григория Паламы. Вторая половина XIV века.

Эпоха «ренессанса» в искусстве и придворной гуманистической культуры закончилась. Именно тогда происходит спор между монахом Варлаамом, приехавшим в Константинополь из Калабрии в Италии, и Григорием Паламой — учёным-монахом с Афона. Варлаам был воспитан в европейской среде и существенно расходился с Григорием Паламой и афонскими монахами в вопросах духовной жизни и молитвы. Они принципиально по-разному понимали задачи и возможности человека в общении с Богом. Варлаам придерживался стороны гуманизма и отрицал возможность какой-либо мистической связи человека с Богом. Поэтому он отрицал существовавшую на Афоне практику исихазма — древней восточно-христианской традиции молитвенного делания. Афонские монахи верили, что молясь, они видят Божественный свет — тот самый, что видели апостолы на горе Фавор в момент Преображения Господня. Этот свет (названный фаворским) понимался как видимое проявление нетварной Божественной энергии, пронизывающей весь мир, преображающей человека и позволяющей ему общаться с Богом. Для Варлаама этот свет мог иметь исключительно тварный характер, а никакого прямого общения с Богом и преображения человека Божественными энергиями не могло быть. Григорий Палама защищал исихазм как исконно православное учение о спасении человека. Спор закончился победой Григория Паламы. На соборе в Константинополе 1352 года исихазм был признан истинным, а Божественные энергии нетварными, то есть проявлениями самого Бога в тварном мире.
Для икон времени споров характерна напряжённость в образе, а в плане художественном — отсутствие гармонии, лишь недавно так популярной в изысканном придворном искусстве. Примером иконы этого периода является поясной деисусный образ Иоанна Предтечи из собрания Эрмитажа.
- Вторая половина XIV века

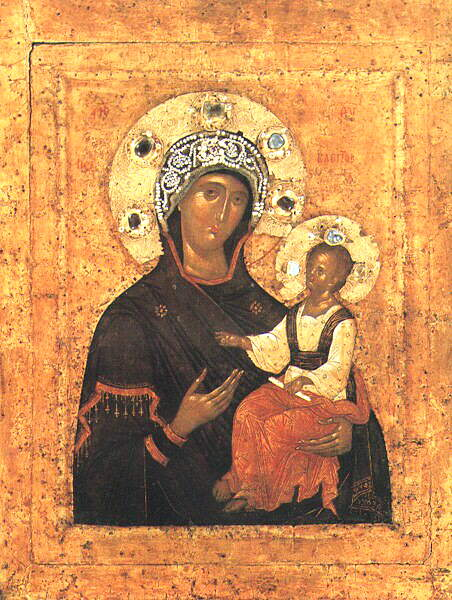
Богоматерь Перивлепта. Икона второй половины XIV века. Сергиево-Посадский музей-заповедник.

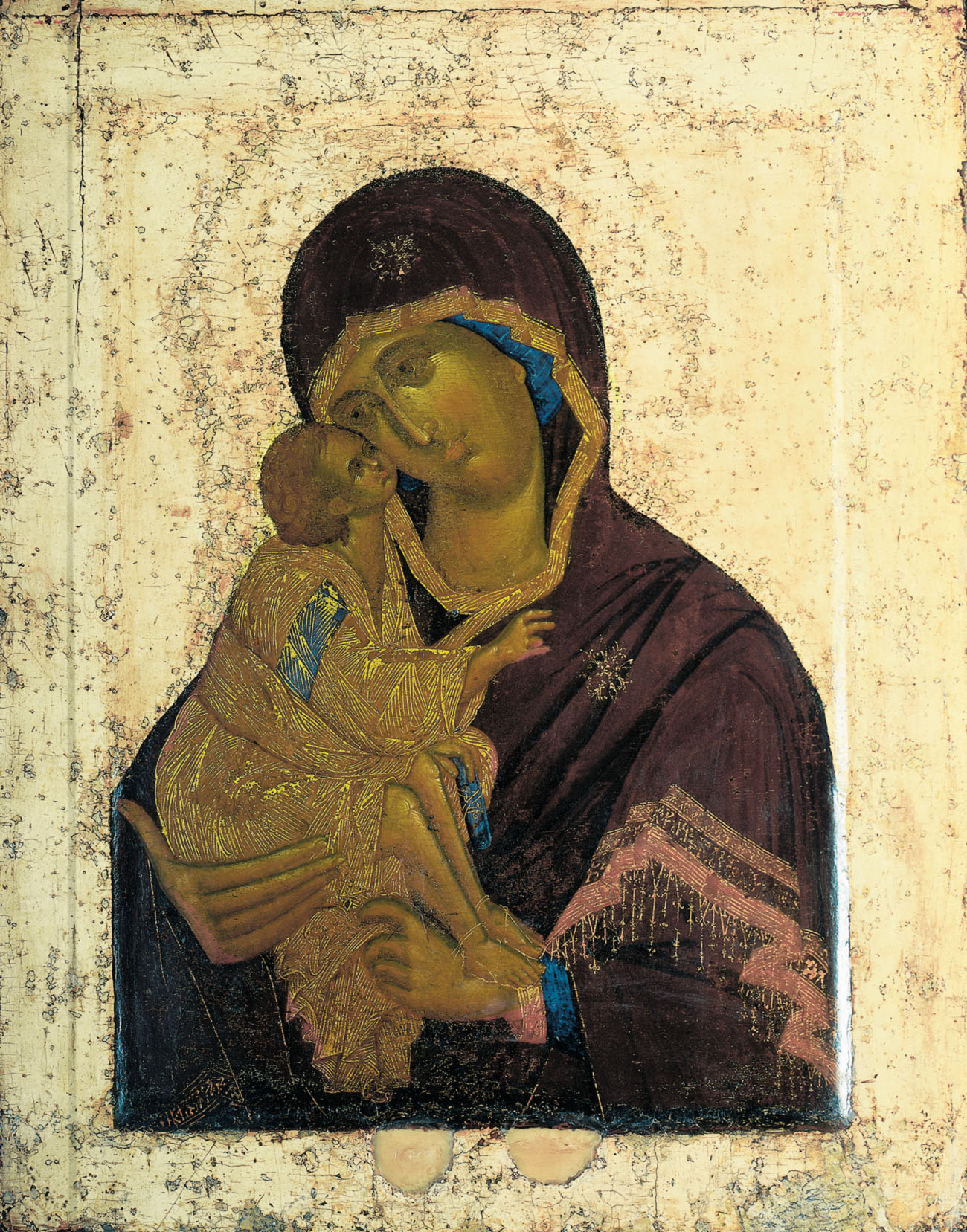
Донская икона Богоматери. Феофан Грек (?). Конец XIV века. ГТГ.

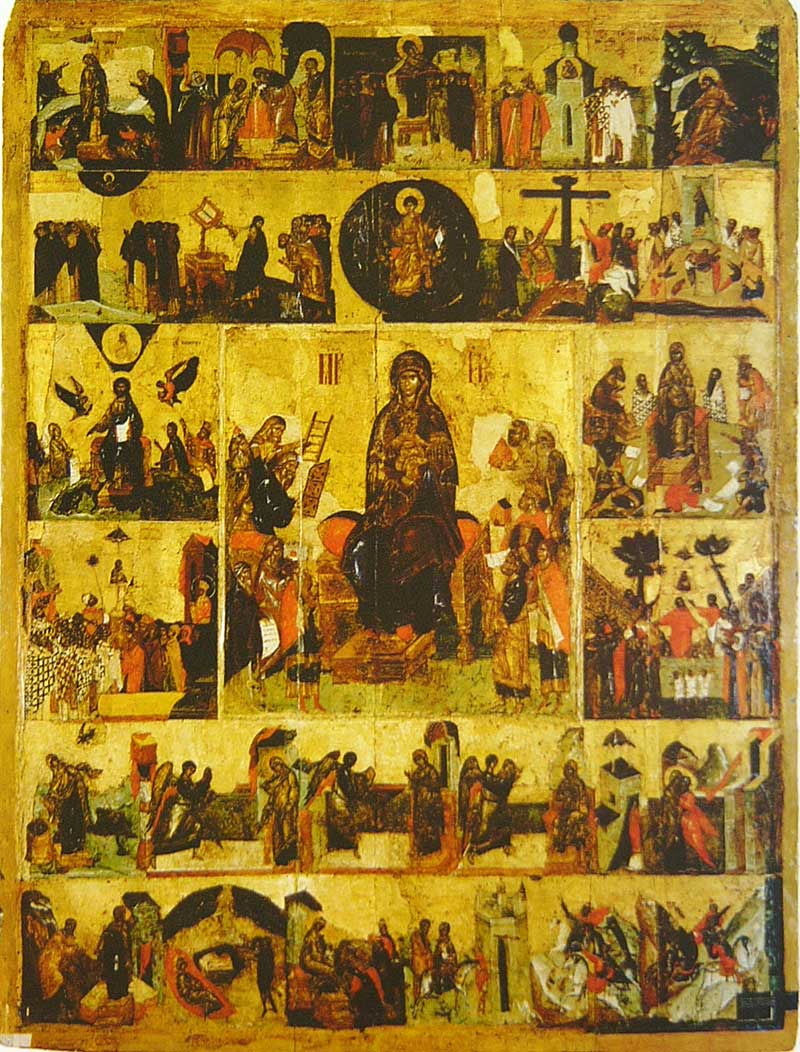
Похвала Богоматери с акафистом. Икона второй половины XIV века. Успенский собор Московского Кремля.

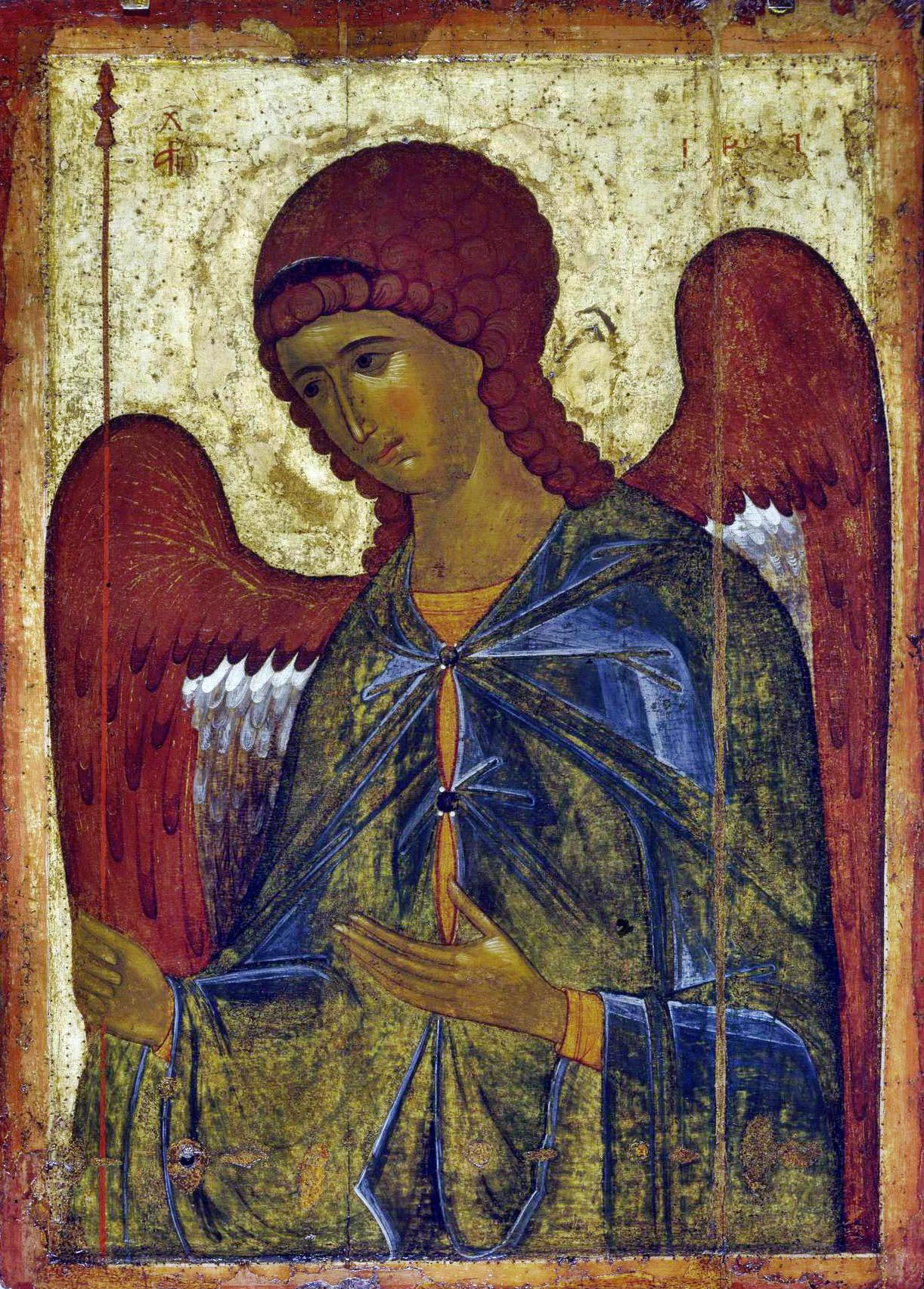
«Архангел Гавриил» из Высоцкого чина.

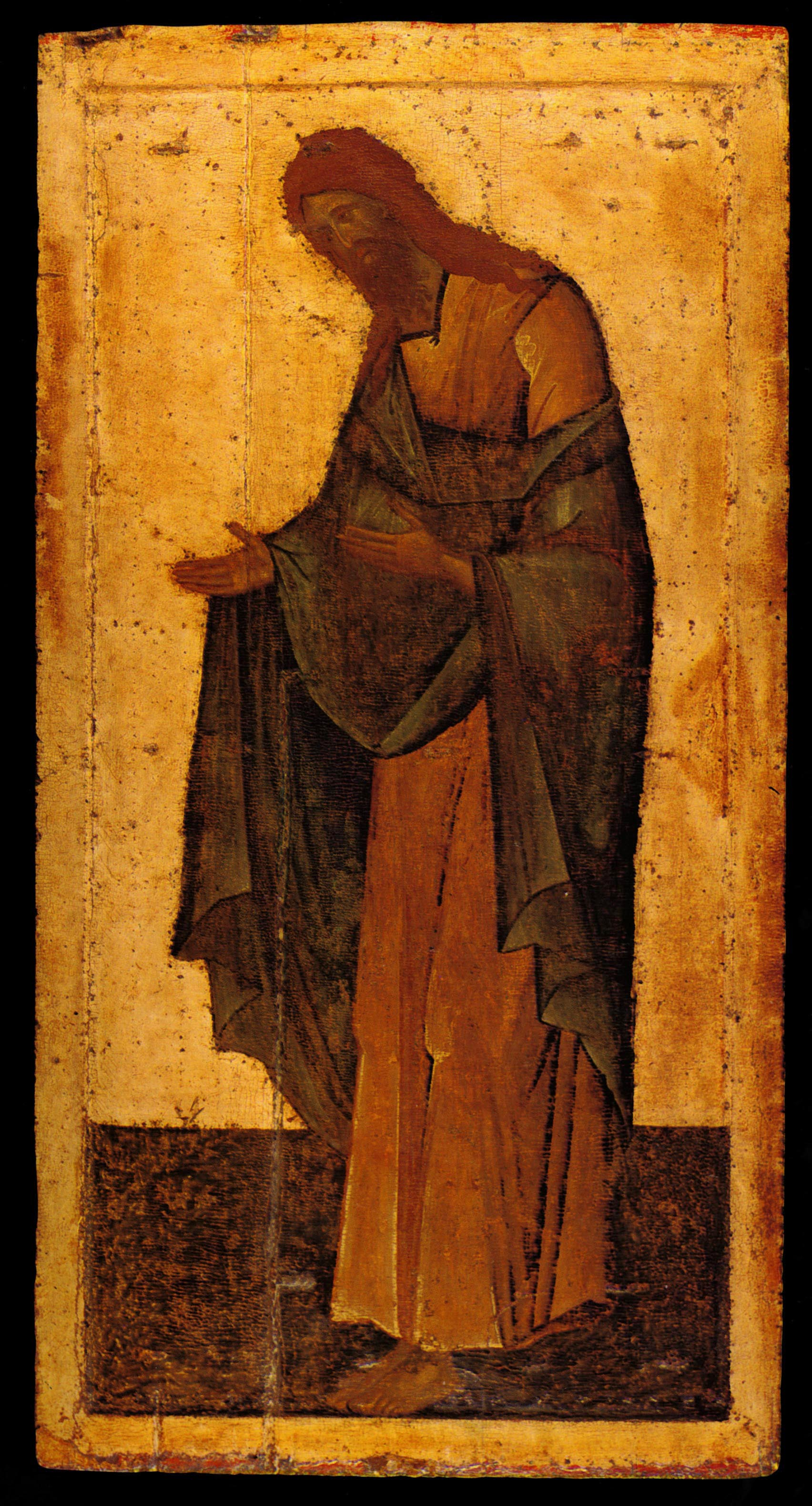
Иоанн Предтеча. Икона из деисусного чина конца XIV века. Благовещенский собор Московского Кремля.

В 50-х гг. XIV века византийская иконопись переживает новый подъем, основанный не только на классическом наследии, как это было в десятилетия «палеологовского ренессанса», но в особенности на духовных ценностях победившего исихазма. Из икон уходят напряженность и сумрачность, проступавшие в произведениях 30—40 гг. Однако теперь красота и совершенство формы сочетаются с идеей преображения мира Божественным светом. Тема света в живописи Византии всегда так или иначе имела место. Свет понимался символически как проявление Божественной силы, пронизывающей мир. И во второй половине XIV века в связи с учением исихазма такое понимание света в иконе стало тем более важным.
Прекрасным произведением эпохи является икона «Христос Пантократор» из собрания Эрмитажа. Образ был создан в Константинополе для монастыря Пантократора на Афоне, известен точный год её исполнения — 1363. Изображение удивляет как внешней красотой живописи, совершенством в передаче формы лика и рук, так и очень индивидуальным образом Христа, близким и открытым для человека. Краски иконы как будто пронизаны внутренним свечением. Помимо этого свет изображен в виде ярких белильных штрихов, ложащихся на лик и руку. Так наглядно изобразительный приём передаёт учение о нетварных Божественных энергиях, пронизывающих весь мир. Прием этот делается особенно распространённым.
После 1368 года написана икона самого святителя Григория Паламы (ГМИИ им. Пушкина), прославленного в лике святых. Его образ также отличается просветлённостью, индивидуальностью (буквально портретностью) и содержит подобный же приём белильных «движков» или «светов».
Близок к образу Христа из ГЭ икона архангела Михаила из Византийского музея в Афинах, икона Богоматери Перивлепты, хранящаяся в Сергиевом Посаде и многие другие. Живопись некоторых богата сочными оттенками цветов, других же несколько более строга.
Слабость Византийской империи и опасность турецкого завоевания способствовали большой эмиграции художников. В этот период византийские мастера выполняют заказы в самых разных частях православного мира, в том числе на Руси. Благодаря этому, в отечественных собраниях хранится много первоклассных византийских икон этого времени. 
На Руси была создана огромная икона «Похвала Богоматери», окруженная клеймами, иллюстрирующими акафист (хранится в Успенском соборе Московского Кремля). Живопись иконы отличается яркостью, необычно подвижными фигурами, очень индивидуальными ликами с резкими сверкающими взглядами. Темпераментность исполнения особенно выразилась во вспышках белильных штрихов. Для иконописи этой эпохи вообще характерны приподнятые интонации и как никогда повышенная эмоциональность (качество в иконописи очень сдерженное).
В 80—90 гг. XIV века создаётся большой деисусный чин, состоящий из 7 поясных икон и заказанный в Константинополе для Высоцкого монастыря в Серпухове. В настоящее время 6 из этих икон хранятся в ГТГ («Иоанн Предтеча» в ГРМ). Это пример классического, прекрасного по форме искусства, радостного и просветлённого по своему содержанию. В Высоцком чине потрясает огромный масштаб фигур и величественность ясной, крупной формы. При этом более глубокой становится и психологизация образа.
Несомненно греческой работой, приписываемой Феофану Греку, являются иконы из ростового деисусного чина конца XIV века, стоящие сейчас в иконостасе Благовещенского собора Московского Кремля. Они ещё крупнее и величественнее, чем иконы из Высоцкого монастыря. Образ Богородицы из этого чина очень похож на Донскую икону Богоматери, также приписываемую Феофану. Донская икона отличается большей мягкостью исполнения и камерностью образов.
Камерное направление существовало параллельно с большими монументальными образами. К нему относится образ Богоматери Пименовской (80-е гг. XIV века, ГТГ). Хрупкость форм и деликатность цвета смягчают классическую форму. В иконе необычно много теплого душевного чувства, сменившего принятую сосредоточенность образов.
- Искусство начала XV века.

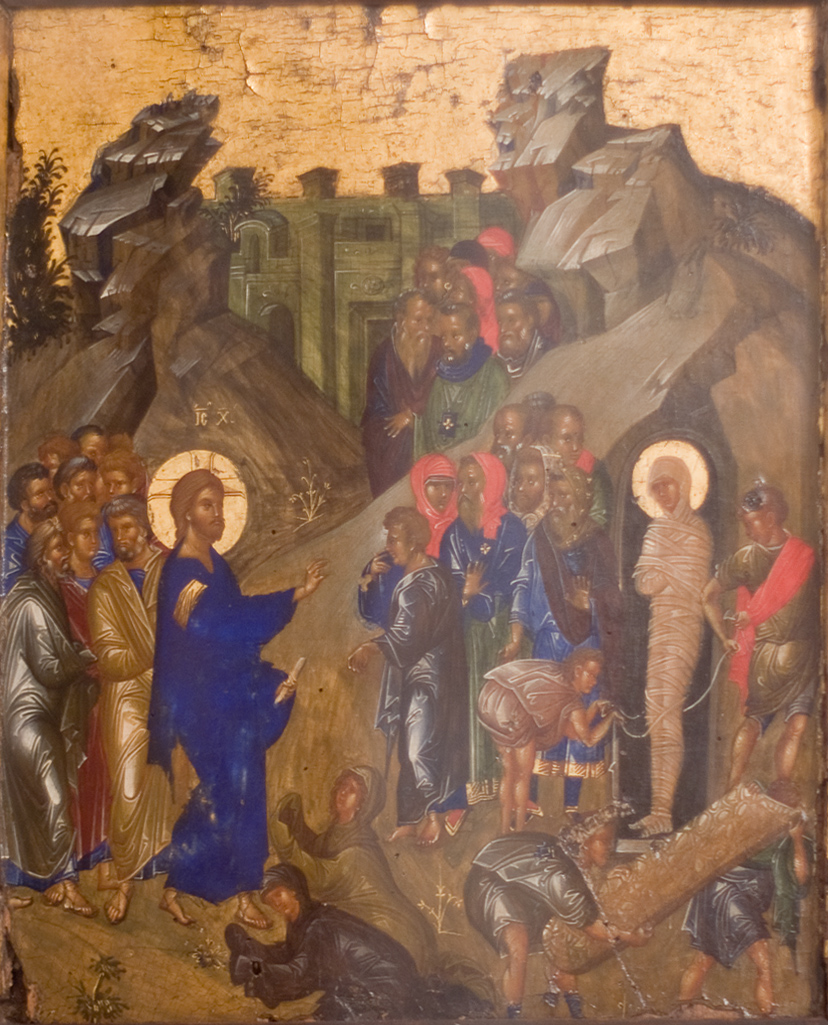
Воскрешение Лазаря. Икона конца XIV — начала XV века. ГРМ.

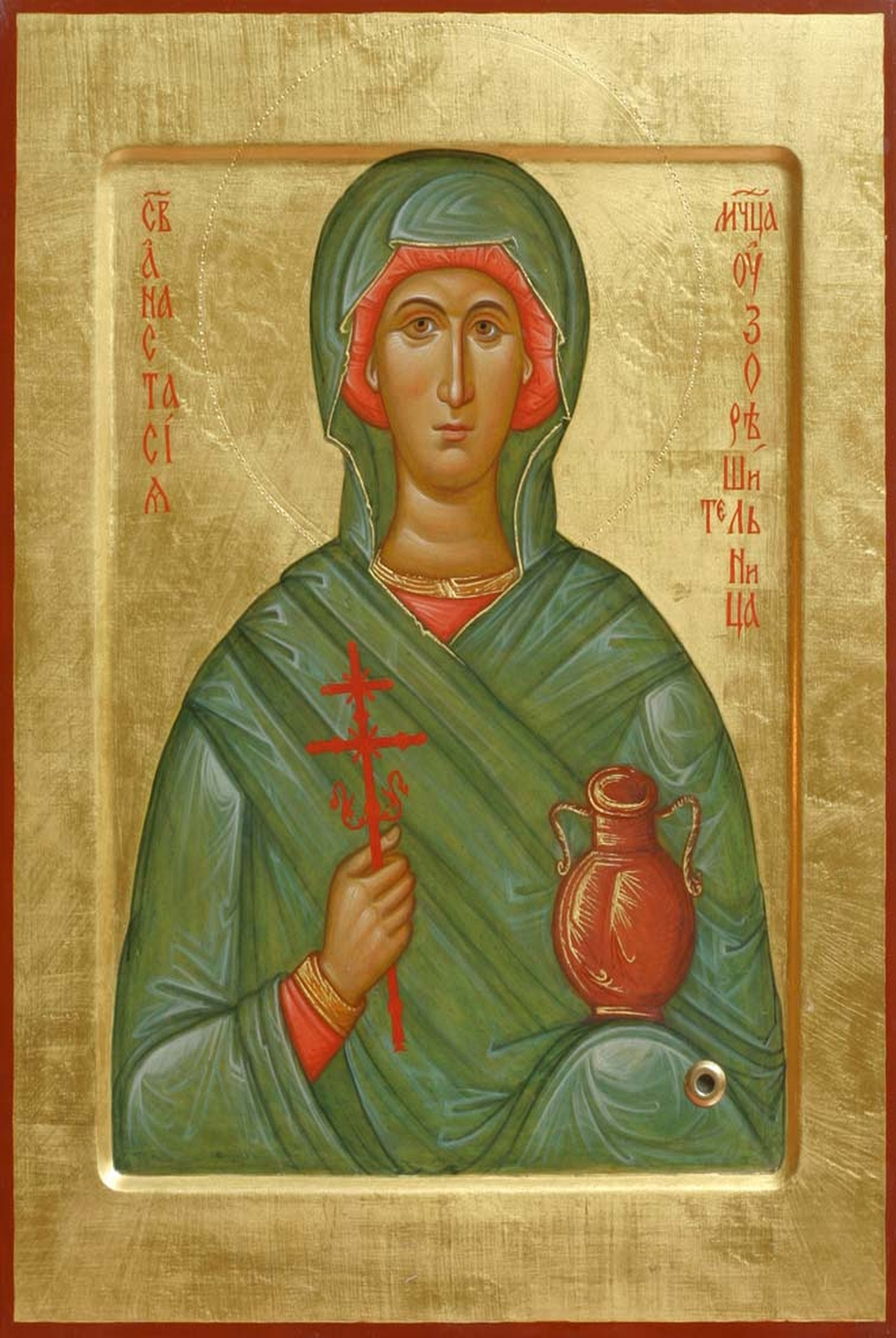
Святая Анастасия. Икона начала XV века. ГЭ.

В последние десятилетия перед взятием Константинополя турками в 1453 году художественная жизнь в Византии не сбавляла своей интенсивности. В ней продолжали существовать разные по характеру течения.
Классическая струя проявлялась в красивых просветленных образах, например в иконе Анастасии Узорешительницы из ГЭ, работе константинопольского или фессалоникийского мастера. Её краски особенно нежны, а лик отличается свежестью юности.
Искусство иного плана представляет икона «Распятие» (Успенский собор Московского Кремля). Иконография отличается чрезвычайной подробностью. Вся плоскость изображения наполнена множеством сцен, групп и отдельных фигур. По исполнению эта икона относится к экспрессивному течению. Благодаря сгущённому, утемнённому цвету и бликам света, смело брошенным на изображенные фигуры, в иконе создана напряжённая атмосфера, соответствующая трагичности изображенного сюжета. Характерными чертами первой половины XV века является мелкость форм, хрупкость пропорций, тонкие и гибкие линии пробелов. Все это создает особую выразительность, даже пронзительность образов, характерную для XV века.
Напротив, пример красоты и гармонии даёт небольшая икона «Троица» из собрания ГЭ. Идеально построенная композиция с плавными, перетекающими друг в друга линиями, и звучный яркий цвет создают в этой иконе ощущение неземной красоты.
Лучшие качества византийского искусства начала XV столетия воплотились в творчестве великого русского иконописца — преподобного Андрея Рублева.

### Древняя Русь
Начало русской иконописи было положено после Крещения Руси. Первоначально древнейшие русские каменные храмы Киева и других городов, а также их росписи и иконы, создавались византийскими мастерами. Однако, уже в XI веке существовала собственная иконописная школа в Киево-Печерском монастыре, давшая первых известных иконописцев — преподобных Алипия и Григория.
Историю древнерусского искусства принято делить на «домонгольское» и последующее, так как исторические обстоятельства XIII века существенно повлияли на развитие культуры Руси.
Хотя и в XIV веке влияние Византии и других православных стран на русскую иконопись было велико, в русских иконах ещё раньше проявились собственные оригинальные особенности. Многие русские иконы являются лучшими образцами византийского искусства. Другие — созданные в Новгороде, Пскове, Ростове и других городах — очень своеобразны, самобытны. Творчество Андрея Рублева является одновременно и прекрасным наследием традиций Византии и объемлет в себе важнейшие русские черты.

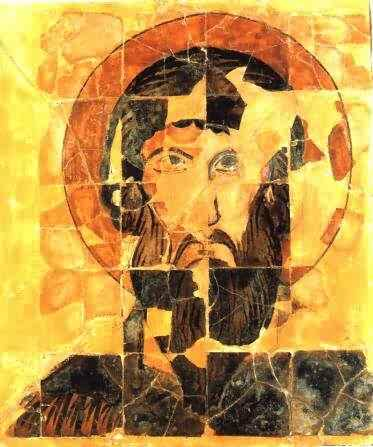
Икона на керамике IX—X веков (Феодор Стратилат). Болгария

### Сербия, Болгария, Македония
В Болгарском средневековом искусстве иконопись появилась одновременно с принятием христианства в 864 году. Первообразом была византийская иконопись, но вскоре она смешалась с существующими местными традициями.
Достаточно уникальны керамические иконы. На основу (керамическая плитка) наносился рисунок яркими красками. От византийской школы иконописи эти иконы отличались большей округлостью и живостью лица. Из-за хрупкости материала до нашего времени дожило очень мало произведений в этом стиле, к тому же от большей части остались только фрагменты.
В эпоху Второго Болгарского царства в иконописи существовали два основных течения: народное и дворцовое. Первое связано с народными традициями, а второе берет своё начало от Тырновской художественной школы живописи, на которую оказывало большое влияние искусство ренессанса. Наиболее часто встречающийся персонаж в болгарской иконописи — Святой Иоанн Рыльский.
В те времена, когда Болгария была частью Османской империи, иконопись, славянская письменность и христианство помогли сохранить народное самосознание болгар.
Национальное Возрождения Болгарии привнесло некоторое обновление в иконопись. Новый стиль, близкий народным традициям, не противоречил основным канонам жанра. Яркие, жизнерадостные цвета, персонажи в костюмах современной эпохи, частое изображение болгарских царей и святых (позабытых во времена османского ига) являются отличительными чертами иконописи болгарского Возрождения.

### Современное состояние иконописи
Иконописцы:
- Соколова, Мария Николаевна (монахиня Иулиа́ния)
- Ватагина, Ирина Васильевна
- Волочкова, Ирина Владимировна
- Зинон (Теодор)
- Айнетдинов, Александр
- Эйтенейер, Анатолий